# Cándido Muatetema Rivas
Cándido Muatetema Rivas (Batete, Bioko, 20 de febrer de 1960 - Berlín, 16 de juny de 2014) va ser un polític de Guinea Equatorial, que va ser primer ministre de 2001 a 2004.
Va néixer a Batete, un poble al sud de Fernando Poo (avui Bioko), prop de Luba. Va ser Tresorer General de l'Estat des de novembre de 1991 fins a agost 1993 i va servir en el govern com a Secretari d'Estat de joventut i Esports de desembre de 1993 a gener de 1996. També va ser cofundador de la secció juvenil del Partit Democràtic de Guinea Equatorial (PDGE) i va ser coordinador general de la secció juvenil de 1993 a 1995. Posteriorment fou secretari general adjunt del PDGE.
Va ser designat com a primer ministre pel president Teodoro Obiang Nguema el 26 de febrer de 2001, substituint Àngel Serafín Seriche Dougan. El seu govern va jurar el 27 de febrer, i el president Obiang aquest cop va posar accent que calia mostrar unitat i "cohesió".
Rivas i el seu govern van dimitir l'11 de juny de 2004, i Obiang nomenats Miguel Abia Biteo Boricó perquè el succeís el 14 de juny. L'estructura del seu govern era un gabinet amb 50 càrrecs ministerials.
Va ser nomenat ambaixador de Guinea Equatorial a Alemanya en 2005, càrrec que va mantenir fins a la seva mort el 2014.
Cándido Muatetema Rivas va morir a Berlín el 16 de juny de 2014, als 54 anys.